# Ville Salminen
Veikko "Ville" Oskari Salminen, född 2 oktober 1908 i Mariehamn, död 28 november 1992 i Portugal, var en finländsk filmregissör, skådespelare och manusförfattare.
Som skådespelare medverkade Salminen i 50 filmer, regisserade 37 och författade manus till 18. Han var far till Ville-Veikko Salminen och Timo Salminen.

## Filmografi (som regissör)[2]
- Viimeinen vieras, 1941
- Mikä yö!, 1945
- Korkealle kansan kunto I, 1946 (dokumentär)
- Menneisyyden varjo, 1946
- Yhteisvoimin yhteistyöhön, 1948 (dokumentär)
- Haaviston Leeni, 1948
- Toukokuun taika, 1948
- Irmeli, seitsentoistavuotias, 1948
- Pontevat pommaripojat, 1948
- Orpopojan valssi, 1949
- Köyhä laulaja, 1950
- Kaunis Veera eli ballaadi Saimaalta, 1950
- Tytön huivi, 1950
- Kenraalin morsian, 1951
- Rion yö, 1951
- Mitäs me taiteilijat, 1952
- Kipparikvartetti, 1952
- Lentävä kalakukko, 1953
- Pekka Puupää, 1953
- Lumikki ja 7 jätkää, 1953
- Alaston malli karkuteillä, 1953
- Laivaston monnit maissa, 1954
- Laivan kannella, 1954
- Säkkijärven polkka, 1955
- Evakko, 1956
- Anu ja Mikko, 1956
- Taas tyttö kadoksissa!, 1957
- Yks' tavallinen Virtanen, 1959
- Oho, sanoi Eemeli, 1960
- Kaks' tavallista Lahtista, 1960
- Molskis, sanoi Eemeli, molskis!, 1960
- Toivelauluja, 1961
- Kohtaaminen, 1965
- Valkoinen kissa, 1965
- Uhatut, 1966
- Teatterituokio, 1966–1967 (TV-serie)
- Oi kallis kansanhuolto, 1977